# Guraleus diacritus
Guraleus diacritus é uma espécie de gastrópode do gênero Guraleus, pertencente a família Mangeliidae.